# Championnat d'Équateur de football 1964
Navigation
Saison précédente Saison suivante
La saison 1964 du Championnat d'Équateur de football est la 6e édition du championnat de première division en Équateur. Huit clubs, issus des championnats régionaux (Quito, Manabi, Tungurahua) participent à la compétition nationale. Elles sont regroupées au sein d'une poule unique où les équipes ne rencontrent pas les formations issues du même championnat régional.
C'est le Deportivo Quito qui remporte la compétition après avoir terminé en tête de la poule de playoff, devant le Club Deportivo El Nacional et le LDU Quito, les 3 clubs ayant terminé à égalité de points en tête du championnat. C'est le tout premier titre de champion de l'histoire du club.

## Les clubs participants
| - Juventud Italiana - Club Deportivo Politécnico - Deportivo Quito - LDU Quito | - Club Deportivo El Nacional - America de Manta - Club Social y Deportivo Macará - America de Ambato |

## Compétition

### Classement
Le barème utilisé pour établir le classement est le suivant :
- Victoire : 2 points
- Match nul : 1 point
- Défaite : 0 point

| Rang | Équipe                         | Pts | J | G | N | P | Bp | Bc | Diff |
| ---- | ------------------------------ | --- | - | - | - | - | -- | -- | ---- |
| 1    | Deportivo Quito                | 10  | 7 | 4 | 2 | 1 | 13 | 6  | +7   |
| 2    | Club Deportivo El Nacional     | 10  | 7 | 4 | 2 | 1 | 11 | 7  | +4   |
| 3    | LDU Quito                      | 10  | 7 | 4 | 2 | 1 | 10 | 7  | +3   |
| 4    | América de Manta               | 9   | 7 | 3 | 3 | 1 | 10 | 9  | +1   |
| 5    | Juventud Italiana              | 7   | 7 | 2 | 3 | 2 | 9  | 10 | -1   |
| 6    | Club Deportivo Politécnico     | 5   | 7 | 1 | 3 | 3 | 8  | 9  | -1   |
| 7    | Club Social y Deportivo Macará | 4   | 7 | 2 | 0 | 5 | 9  | 14 | -5   |
| 8    | América de Ambato              | 1   | 7 | 0 | 1 | 6 | 10 | 18 | -8   |

### Matchs
| Résultats (▼dom., ►ext.)       | AMA | AMM | QUI | NAC | JUV | LDQ | MAC | POL |
| América de Ambato              |     | 1-2 |     | 1-2 | 1-2 | 3-3 |     |     |
| América de Manta               |     |     |     | 1-1 |     | 0-0 | 3-1 | 2-1 |
| Deportivo Quito                | 3-2 | 5-2 |     |     |     |     |     | 1-1 |
| Club Deportivo El Nacional     |     |     | 0-2 |     | 4-1 | 1-0 |     |     |
| Juventud Italiana              |     | 0-0 | 0-0 |     |     |     | 3-1 | 1-1 |
| LDU Quito                      |     |     | 1-0 |     | 3-2 |     | 2-1 |     |
| Club Social y Deportivo Macará | 3-1 |     | 0-2 | 1-2 |     |     |     | 2-1 |
| Club Deportivo Politécnico     | 3-1 |     |     | 1-1 |     | 0-1 |     |     |

### Poule de play-off
| Rang | Équipe                     | Pts | J | G | N | P | Bp | Bc | Diff |  | Résultats (▼ dom., ► ext.) | DQu | ElN | LDU |
| ---- | -------------------------- | --- | - | - | - | - | -- | -- | ---- |  | -------------------------- | --- | --- | --- |
| 1    | Deportivo Quito            | 4   | 2 | 2 | 0 | 0 | 2  | 0  | +2   |  | Deportivo Quito            |     | 1-0 | 1-0 |
| 2    | Club Deportivo El Nacional | 2   | 2 | 1 | 0 | 1 | 3  | 3  | 0    |  | Club Deportivo El Nacional |     |     | 3-2 |
| 3    | LDU Quito                  | 0   | 2 | 0 | 0 | 2 | 2  | 4  | -2   |  | LDU Quito                  |     |     |     |

## Bilan de la saison
| Championnat d'Équateur de football 1964 |                             |
| Champion                                | Deportivo Quito (1er titre) |
| Qualifications continentales            |                             |
| Copa Libertadores 1965                  | Deportivo Quito             |
| Promotions et relégations               |                             |
| Promus en Primera División              | Aucun                       |
| Relégués en Segunda División            | Aucun                       |